# Penfieldita
La penfieldita es un mineral, cloruro de plomo con hidroxilos, que fue descrito originalmente a partir de ejemplares  encontrados en  las escorias de las fundiciones antiguas de las minas de plomo y plata de Laurion, en Grecia, que consecuentemente es la localidad tipo. El nombre es un homenaje al profesor de mineralogía Samuel L. Penfield.

## Propiedades físicas y químicas
La penfieldita se encuentra generalmente como microcristales, aunque muy ocasionalmente pueden aparecer de hasta 3 cm. Tienen hábito prismático alargado, hasta acicular, o bien fusiforme, formado por bipirámides escalonadas. Se altera con el agua, dejando un residuo insoluble. Es soluble en ácido nítrico.

## Yacimientos
La penfieldita se ha encontrado fundamentalmente en escorias antiguas expuestas a la acción del agua del mar, como las de Laurion. También se ha encontrado en unas pocas localidades en las que se ha formado sin actividad humana previa, como la mina Margarita, en la que se han obtenido los mejores ejemplares conocidos, y en la mina Asunción, en Caracoles, Antofagasta (Chile).  En España se ha encontrado en la mina Ferruginosa, en Cabo de Palos, Cartagena (Murcia). Asociada a escorias se conoce en una quincena de localidades, incluyendo la localidad tipo. Suele encontrarse asociada a otros halogenuros, especialmente a boleíta, pseudoboleíta, cotunnita y laurionita. En España aparece en esta forma en las escorias de la antigua fundición Santa Elisa, en Puerto de Mazarrón, Mazarrón (Murcia).